# The Graham Gouldman Thing
The Graham Gouldman Thing er det første album fra den kendte engelske Graham Gouldman, som blev udsendt i 1968. Albummet indeholder mest de hits til andre artister, som Gouldman har skrevet. Hitsinglerne, han havde var bl.a. "Listen People" og "No Milk Today" til Herman's Hermits, "For Your Love" til The Yardbirds, "Bus Stop" til The Hollies og "Pamela Pamela" til Wayne Fontana. Albummet blev producet af Gouldman selv samt Peter Noone fra Herman's Hermits og bassisten John Paul Jones.

## Spor
Alle sange skrevet af Graham Gouldman.
1. The Impossible Years
2. Bus Stop
3. Behind the Door
4. Pawnbroker
5. Who Are They?
6. My Father
7. No Milk Today
8. Upstairs, Downstairs
9. For Your Love
10. Pamela, Pamela
11. Chestnut